# Ralph Cantafio Soccer Complex
Het Ralph Cantafio Soccer Complex is een multifunctioneel stadion in Winnipeg, Canada. Het stadion wordt vooral gebruikt voor voetbalwedstrijden. De voetbalclub WSA Winnipeg maakt gebruik van dit stadion. Het stadion is geopend in 1991. In het stadion is plaats voor 2.000 toeschouwers. Het stadion werd in 2017 veranderd van Winnipeg Soccer Complex in Ralph Cantafio Soccer Complex. Ralph Cantafio heeft veel gedaan voor het voetbal in Manitoba.
Het Ralph Cantafio Soccer Complex werd gebruikt voor enkele internationale toernooien. Enkele voorbeelden van toernooien zijn de Pan Am Games in 1999, de Canadese Western Masters Regional 2016, de Senior Canadian Club Nationals 2012 en de jaarlijkse Provinciale Kampioenschappen Manitoba Soccer Association. Ook het nationale elftal van Canada maakt speelt hier weleens een internationale wedstrijd.